# Dufourea caelestis
Dufourea caelestis là một loài Hymenoptera trong họ Halictidae. Loài này được Ebmer mô tả khoa học năm 1987.